# Nậm Lành
Nậm Lành là một xã thuộc huyện Văn Chấn, tỉnh Yên Bái, Việt Nam.
Xã Nậm Lành có diện tích 78,78 km², dân số năm 2019 là 3.881 người, mật độ dân số đạt 49 người/km².